# 辣椒红素
辣椒红素（英語：capsanthin）是一种从辣椒属果实中提取出来的一种深红色脂溶性物质，分子式C40H56O3，属于叶黄素，是辣椒显深红色的主要因素，用于食品着色剂。辣椒提取物（Paprika oleoresin，paprika extract）的组分还包括辛辣来源的辣椒素，另一种主要着色物辣椒玉红素，还有β-胡萝卜素和其它类胡萝卜素。
提取辣椒红素使用己烷等有机溶剂，各种组分可通过柱色谱分离，溶剂在使用前除去。

## 应用
辣椒红素作为一种食用色素用于奶酪、橙汁、混合香料、调味料、糖果和乳化加工肉类。也用于家禽饲料加深蛋黄颜色。
在美国，辣椒红素被列于“免于认证”的颜色添加剂中；辣椒提取物是欧盟核准使用的食用色素，包括辣椒红素和辣椒玉红素，编号E160c。